# Гомес, Гильерме
Гилье́рме Энри́ке Бернардине́ли Го́мес (порт.-браз. Guilherme Henrique Bernardineli Gomes; родился 2 февраля 2006) — бразильский футболист, полузащитник клуба «Фламенго».

## Клубная карьера
Воспитанник футбольной академии клуба «Фламенго». В основном составе бразильского клуба дебютировал 20 октября 2024 года в матче бразильской Серии A против клуба «Куяба», выйдя на замену на 57-й минуте, а пять минут спустя забил гол.